# Priyanka Gandhi
Priyanka Gandhi-Vadra (12 janvier 1972 à Delhi - ) est membre de la famille de Jawaharlal Nehru. Elle est fille, petite-fille et arrière-petite-fille de premiers ministres de l'Inde. Elle est née d'une mère italienne, Sonia, et d'un père indien, Rajiv Gandhi. Elle est mariée à l'homme d'affaires indien Robert Vadra (ils ont deux enfants).

## Biographie
Elle fut étudiante au Modern School de New Delhi, et elle obtint un diplôme de psychologie à l'Université de Delhi.
Elle indique à diverses reprises qu'elle ne souhaite pas faire de la politique, comme en septembre 1999, où elle déclare :« Je l'ai dit et répété mille fois : entrer en politique ne m'intéresse pas. ». Mais, en juin 2004, elle indique qu'elle prendra des responsabilités dans le parti du Congrès dans l'État de l'Uttar Pradesh. Puis, en parlant à la BBC, elle déclare : « Tout est très clair pour moi. La politique n'est pas une force puissante ; les gens, les populations le sont. Et je peux faire des choses pour eux sans entrer en politique ». Elle fait des voyages nombreux et réguliers pour représenter sa mère ou son frère dans sa représentation d'Amethi et Rae Bareilly.
Le 23 janvier 2019, cependant, elle déclare officiellement entrer en politique pour les élections législatives devant se dérouler trois mois plus tard, nommée par son frère secrétaire générale du parti pour l'Uttar Pradesh.